# Києво-Лук'янівська школа домоводства

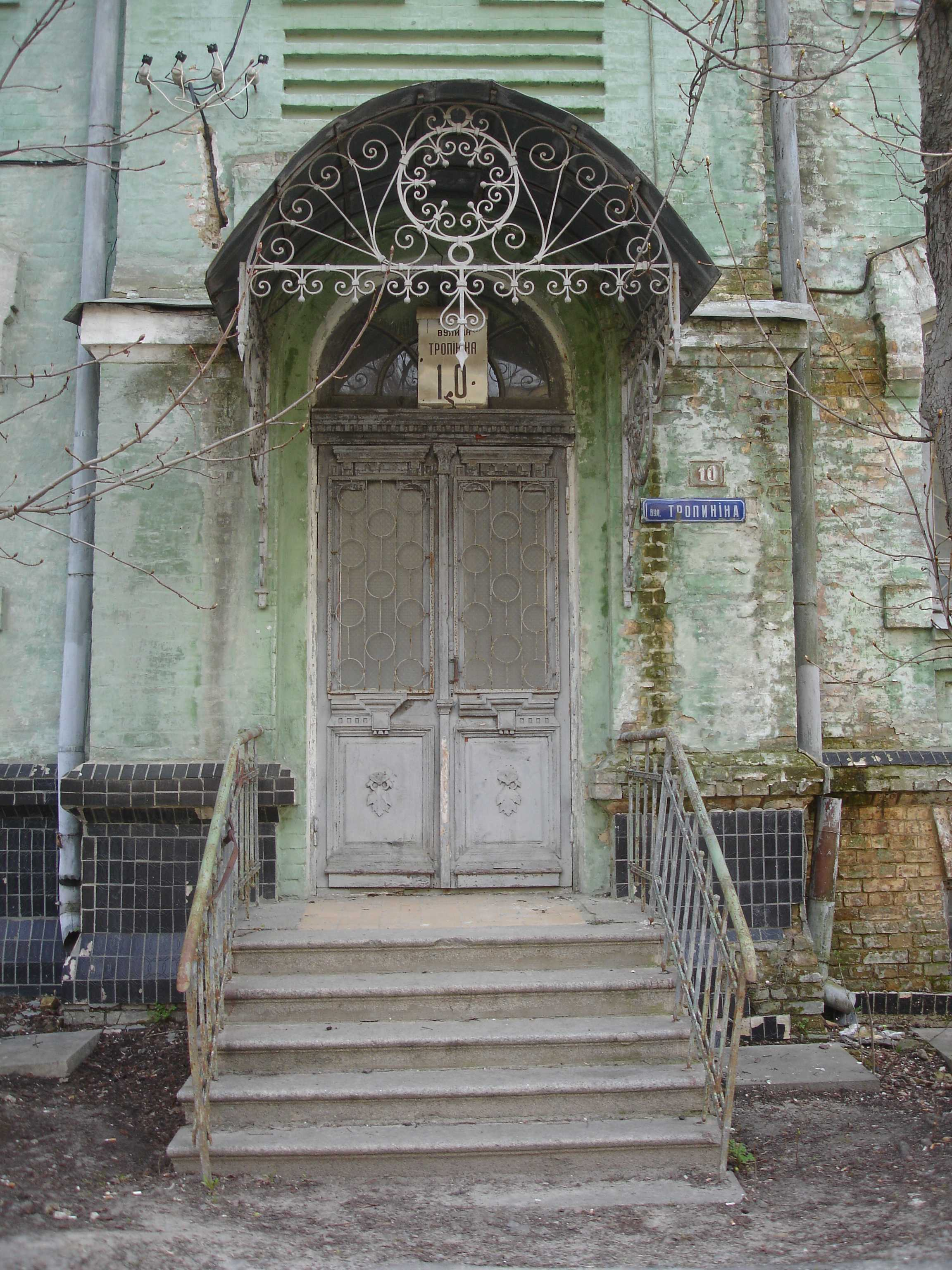
Будинок по вул.Якубенківській, 10. Головний вхід. 2012 р.

Ки́єво-Лук'я́нівська шко́ла домово́дства (повна офіційна назва — Києво-Лук'янівська жіноча практична школа домоводства імені О. Ф. Якубенка) — благодійний навчально-виховний заклад для дівчат у Києві, створений на пожертву інженера Олексія Якубенка за сприяння парафіян церкви Св. Феодора Освяченого на Лук'янівці. Школа діяла з 1911 р. до кінця 1910-х років, сприяла вирішенню соціальних проблем незаможного населення київської околиці. Містилася у Якубенківському проїзді (нині вул. Якубенківська), №  10.

## Заснування та діяльність школи домоводства
Парафіяльна громада храму Феодора Освяченого на Лук'янівці наприкінці XIX та на початку XX століття піклувалася про знедолених мешканців місцевості, насамперед про сиріт та дітей з малозабезпечених родин. З цією метою при церкві було створено Лук'янівське дамське попечительство про бідних (офіційно зареєстроване у 1906 році), в діяльності якого брали участь парафіянки зі значними статками та їхні чоловіки. Неодмінними членами ради попечительства були настоятель, псаломщик та титар Федорівського храму.
Одна з чималих земельних ділянок на Лук'янівці площею понад 5000 кв. сажнів (більш ніж 2 гектари) належала інженерові, надвірному раднику та громадському діячеві Олексію Якубенку. У квітні 1907 року було оформлено дарчий запис, відповідно до якого садиба Якубенка перейшла у власність Лук’янівського дамського попечительства. Частину цієї нерухомості інженер пропонував продати, а за отримані кошти збудувати на частині ділянки, що залишиться, приміщення практичної жіночої школи домоводства, котра мала бути створена в пам'ять про батьків Якубенка. Заклад призначався для дівчат із бідних сімей.

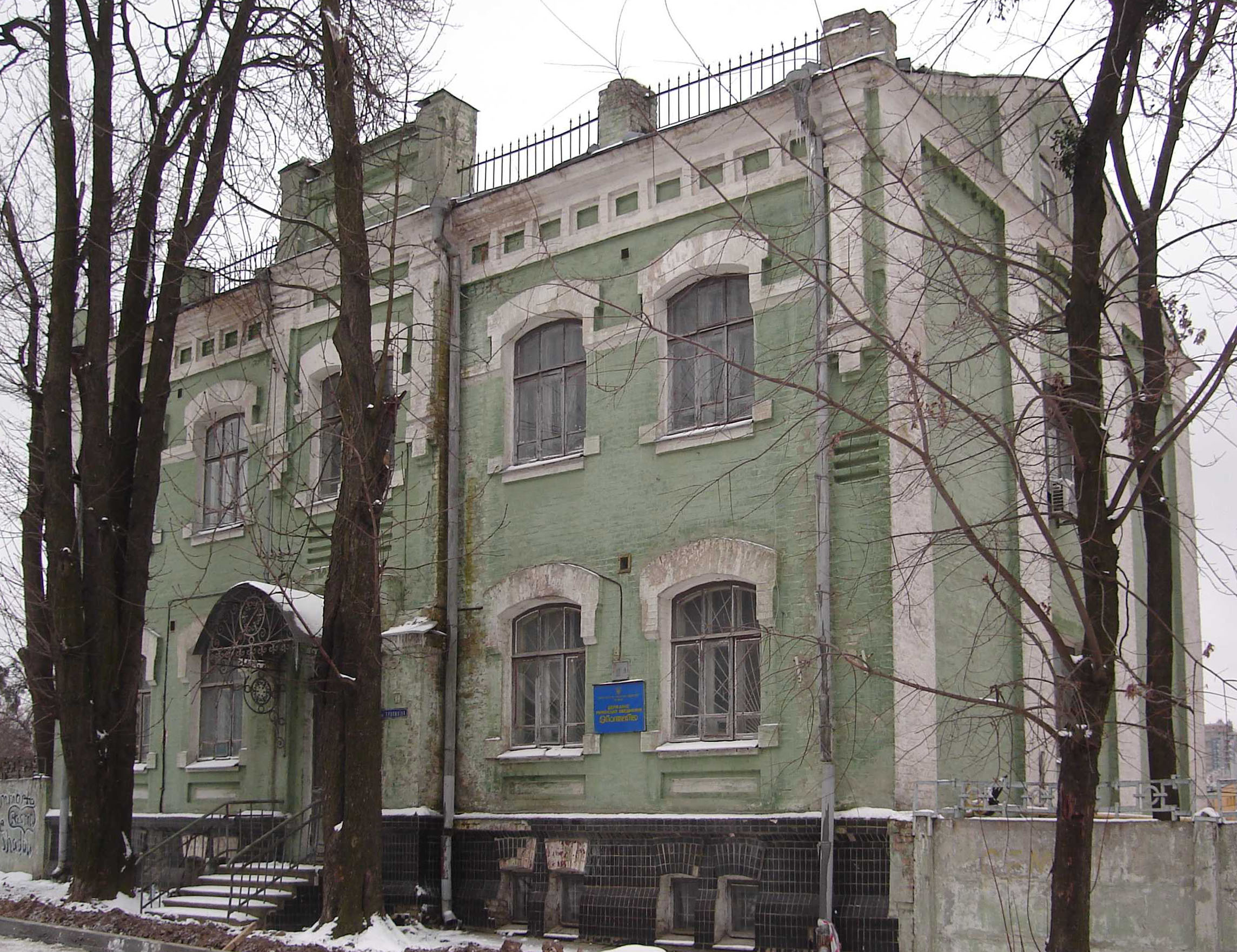
Будинок по вул.Якубенківській, 10. Чільний фасад. 2007 р.

Попечительство із вдячністю прийняло подарунок. Упродовж 1908–1911 років спорудили та обладнали двоповерховий з підвалом цегляний будинок № 10 для школи, ескізний проект якого склав сам меценат — інженер Якубенко. У березні 1911 року відбулося офіційне затвердження статуту Києво-Лук’янівської жіночої практичної школи домоводства та створено наглядову раду з виборних осіб; того ж місяця заклад було урочисто освячено й відкрито. До складу наглядової ради увійшов настоятель церкви Св. Феодора протоієрей Ісаакій Тарасевич, він же викладав у школі Закон Божий. О. Ф. Якубенко обійняв посаду почесного попечителя школи (з 1912 року заклад носив його ім'я).
Згідно зі статутом, до школи домоводства приймали дівчат без різниці соціального стану, православного сповідання, не молодших за 13 і не старших за 15–16 років, із початковою освітою. Було передбачено як повне утримання (пансіон) вихованок, так і навчання у школі без проживання. За частину пансіонерок платили їхні родичі, але багато з них одержували благодійну допомогу від приватних жертвувателів або Лук'янівського дамського попечительства. Навчання було цілком безкоштовним.
У статуті зазначалося:
| «Воспитание в школе, помимо укрепления в учащихся религиозного чувства, любви к родине и общих нравственных начал, должно иметь ближайшею задачею, сообразно цели, развитие в ее питомцах качеств, необходимых в предстоящей им деятельности на сельскохозяйственном поприще»[2]. |
Вдповідно до цих міркувань, школа здійснювала практичне навчання дівчат садибному господарству та домоводству разом із молочним господарством, скотарством, птахівництвом, городництвом, кулінарним мистецтвом, пральною справою, шиттям, рукоділлям тощо. Ученицям викладали також садівництво, Закон Божий, співи, вчили письму, лічбі та природознавству. Курс навчання був розрахований на три роки. По його закінченні та після трирічного стажування випускниці отримували звання «домоводка» з відповідним посвідченням. Передбачалося, що після школи дівчата матимуть змогу успішно будувати своє подальше життя — зокрема, шляхом одруження з міськими та сільськими господарями.
Штатна чисельність учениць складала 30 осіб. Заняття тривали 8 годин щодня; учениць возили на екскурсії до зразкових господарств, на молочні ферми, сільськогосподарські виставки. За школою здійснювало догляд Головне управління землеробства і землевлаштування, яке виплачувало щорічну субсидію на утримання закладу.

## Доля будинку школи після її закриття
У 1919 році в радянській Україні було скасовано приватну благодійність, майно релігійних та доброчинних установ перейшло у власність держави. Шкільну споруду перетворили на звичайний дитячий будинок у мережі установ соцзабезу.
Приміщення колишньої школи домоводства збереглося до нинішнього часу (Якубенківський проїзд спочатку став провулком, потім провулком Рєпіна, з 1955 року до 2023 року - вулиця Тропініна. Зараз Якубенківська вілиця). Будинок № 10 є власністю територіальної громади м. Києва. У 1990-ті – 2000-ні роки він був орендований під виробничі приміщення Державного українського об'єднання «ПолітехМед», але на початку 2010-х років не використовувався і зазнавав поступової руйнації.
У 2013 році на підтримання історичної традиції приміщення було передано в користування общині відродженої Свято-Феодорівської парафії для здійснення просвітницької та доброчинної діяльності, після чого в занедбаній будівлі розпочато ремонтні роботи.

## Звіт Києво-Лук'янівської школи домоводства за перший рік діяльності, 1912 (витяг)

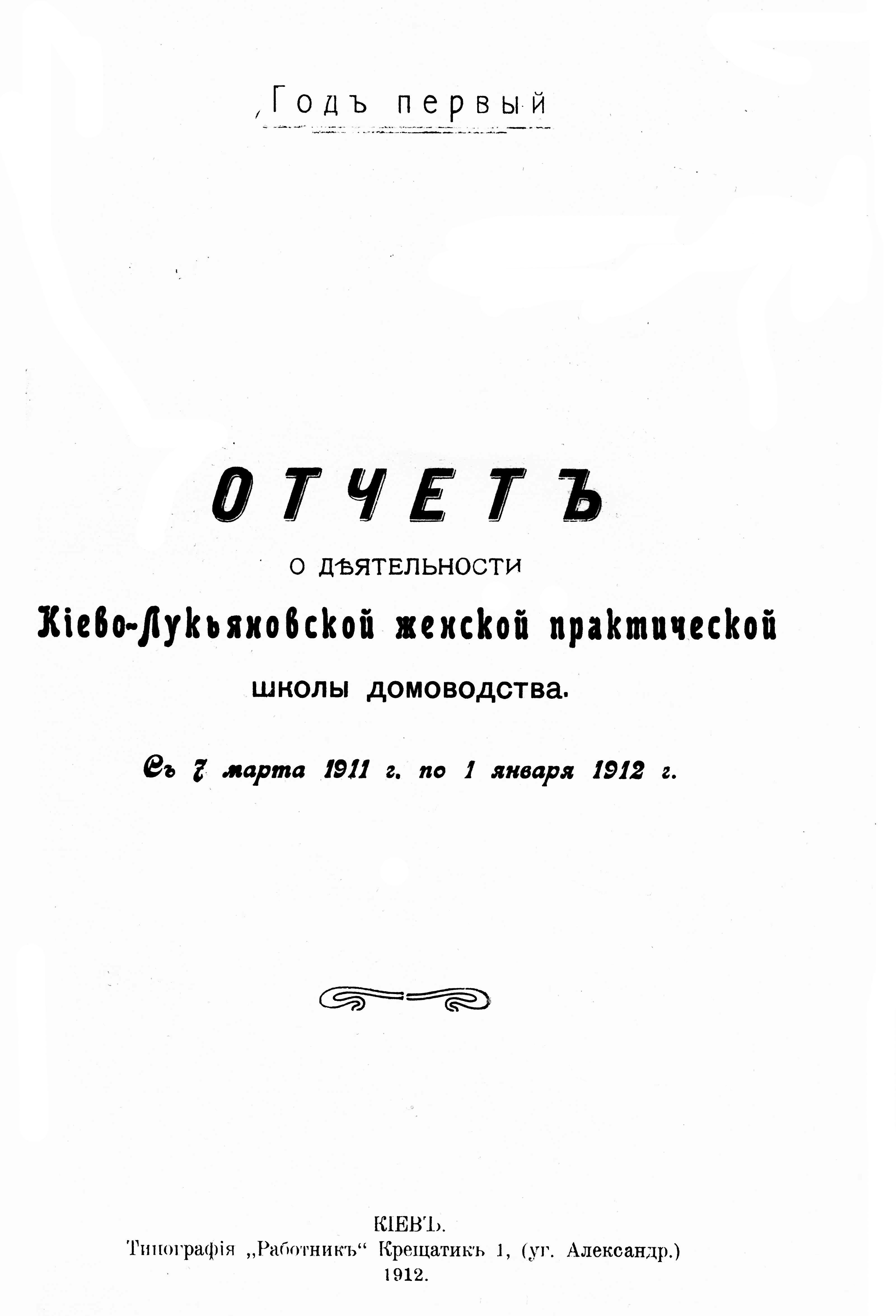
Титульна сторінка
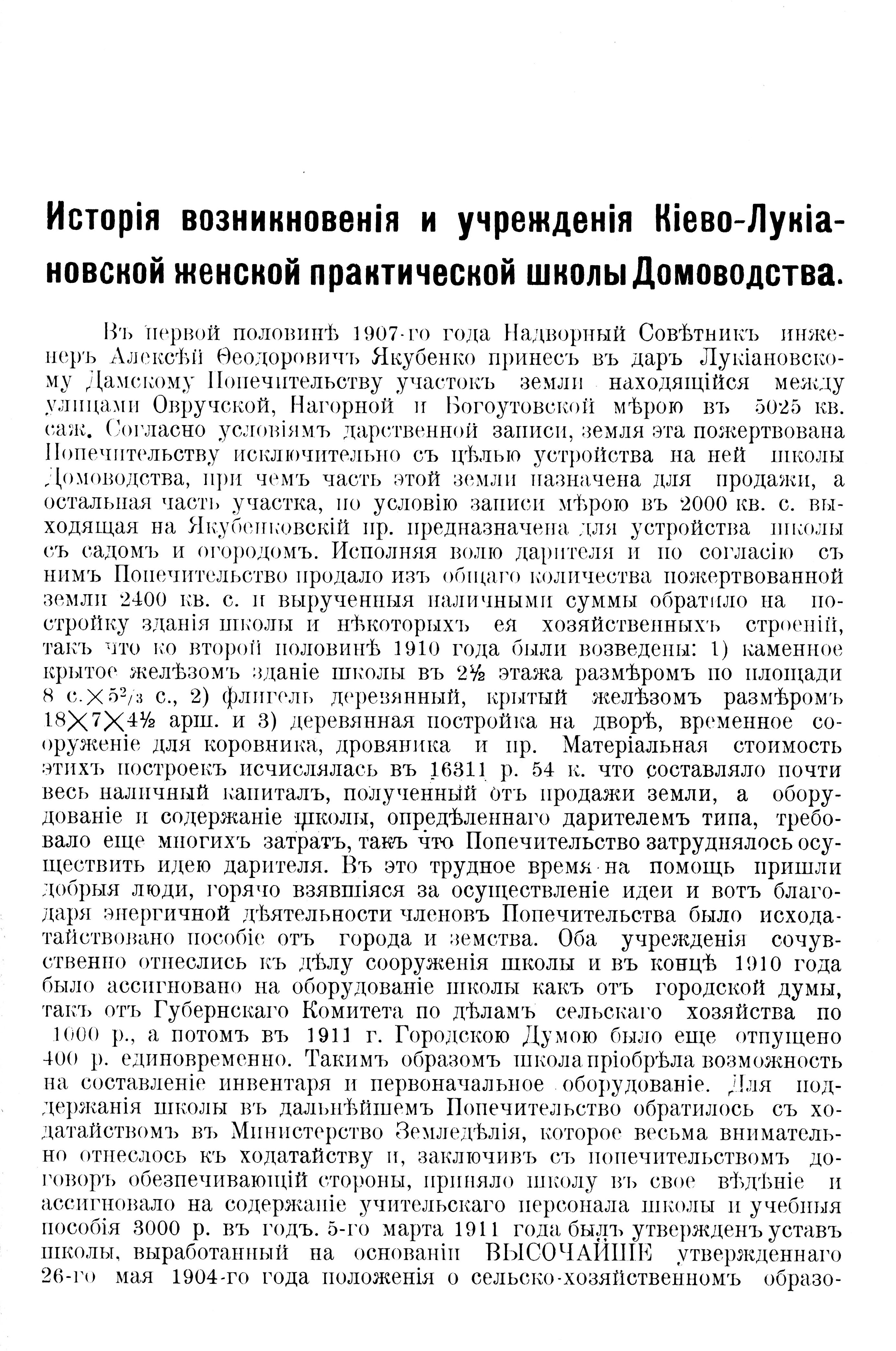
Сторінка 3
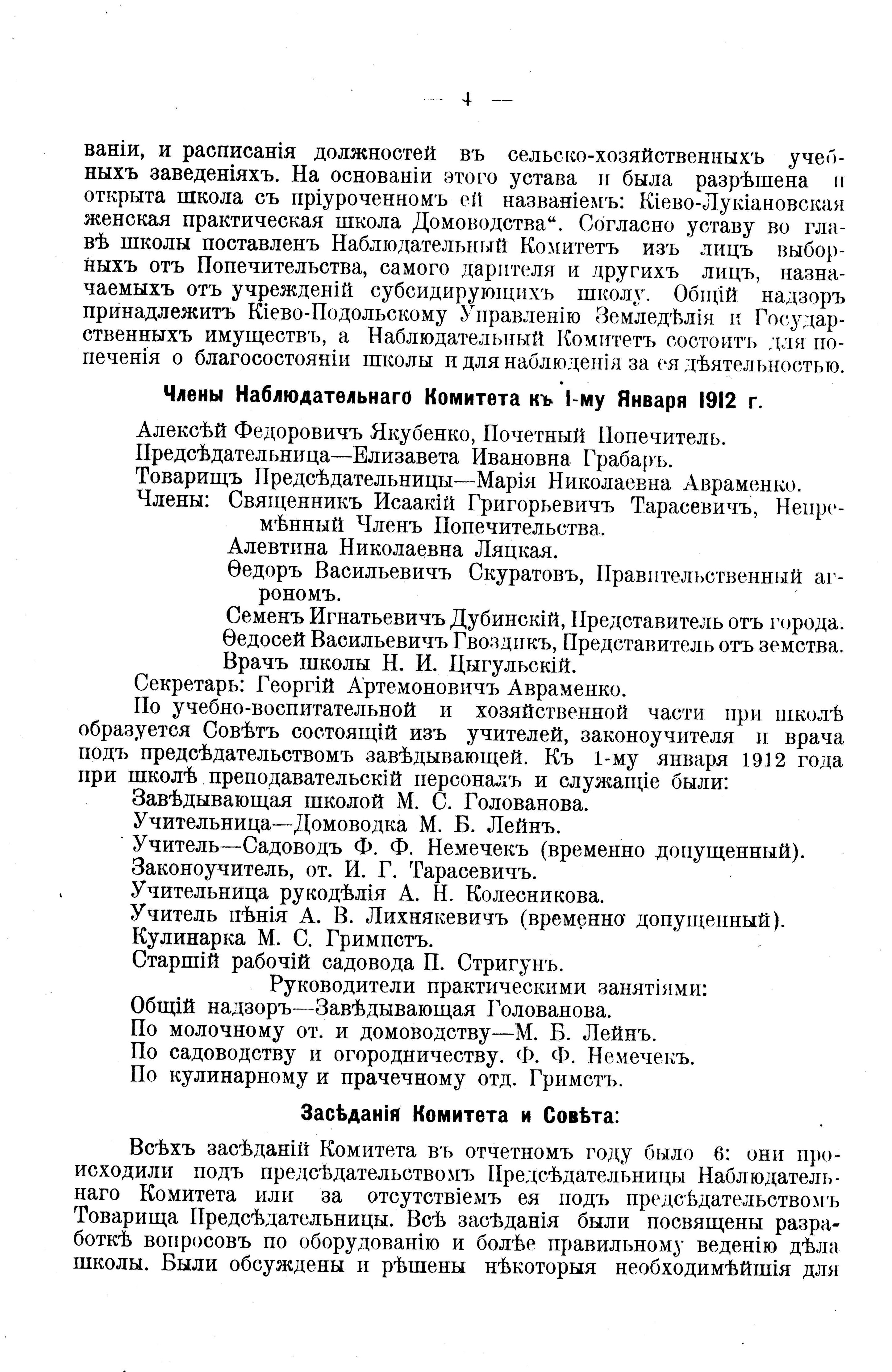
Сторінка 4
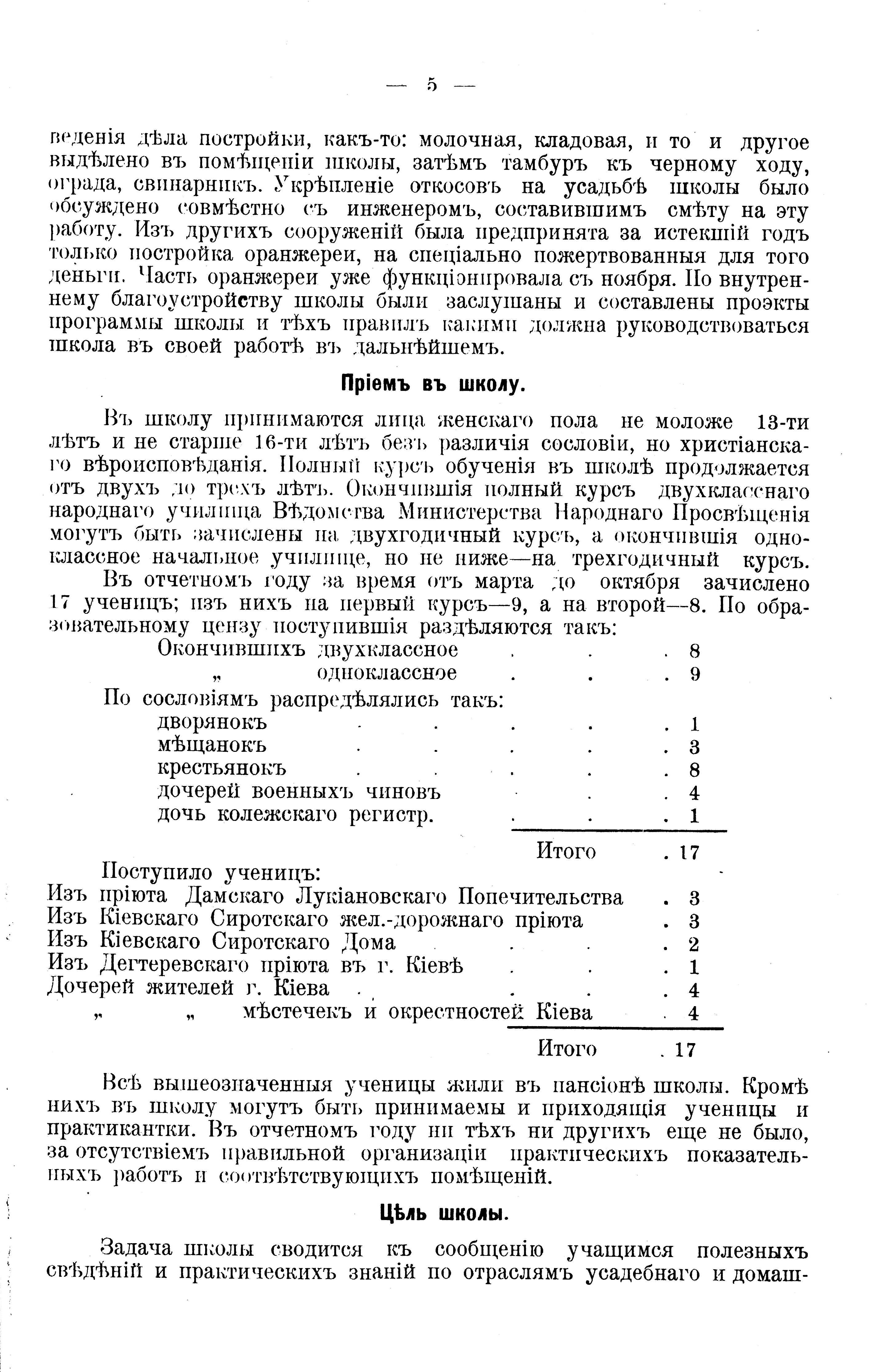
Сторінка 5
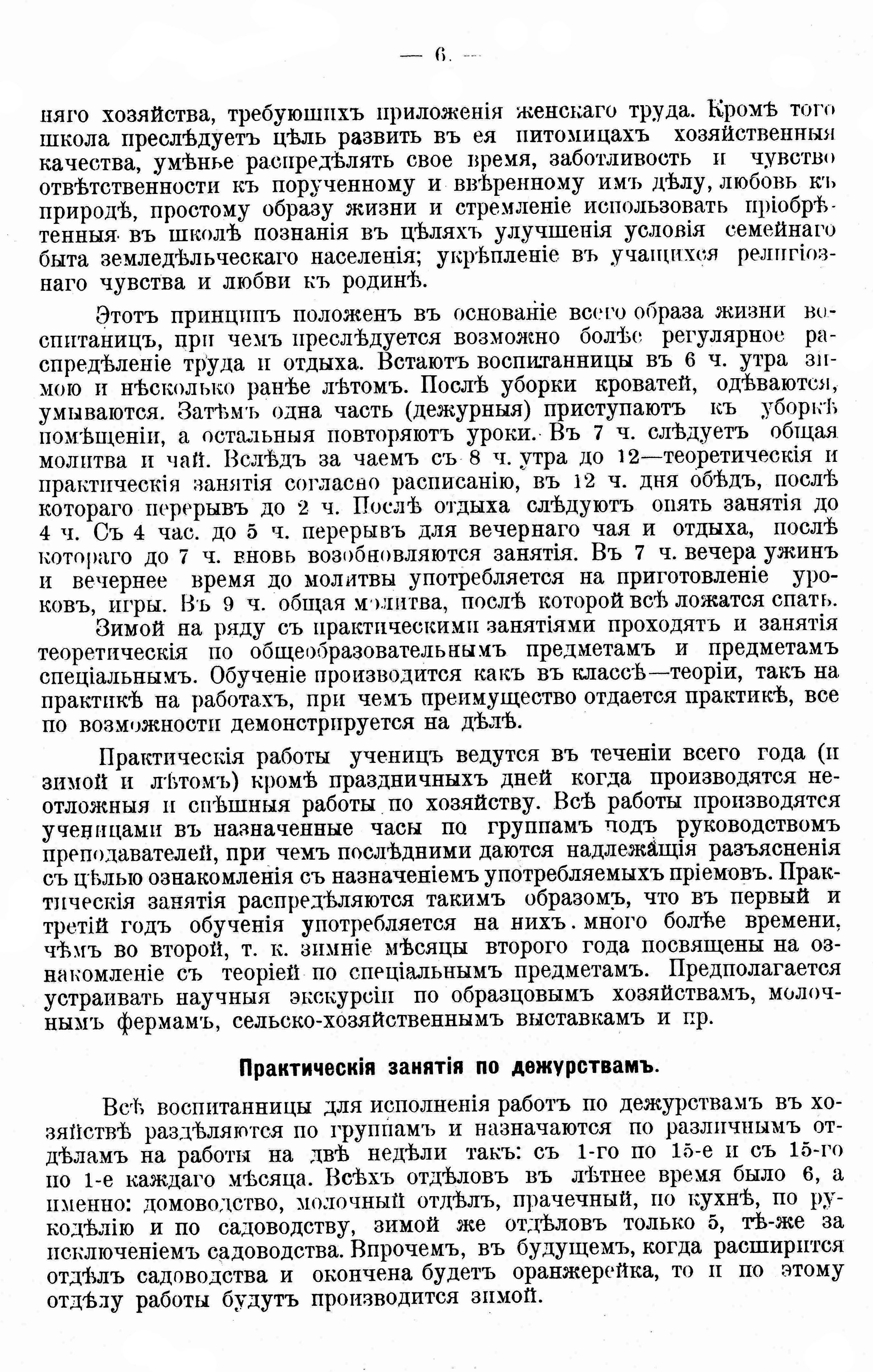
Сторінка 6
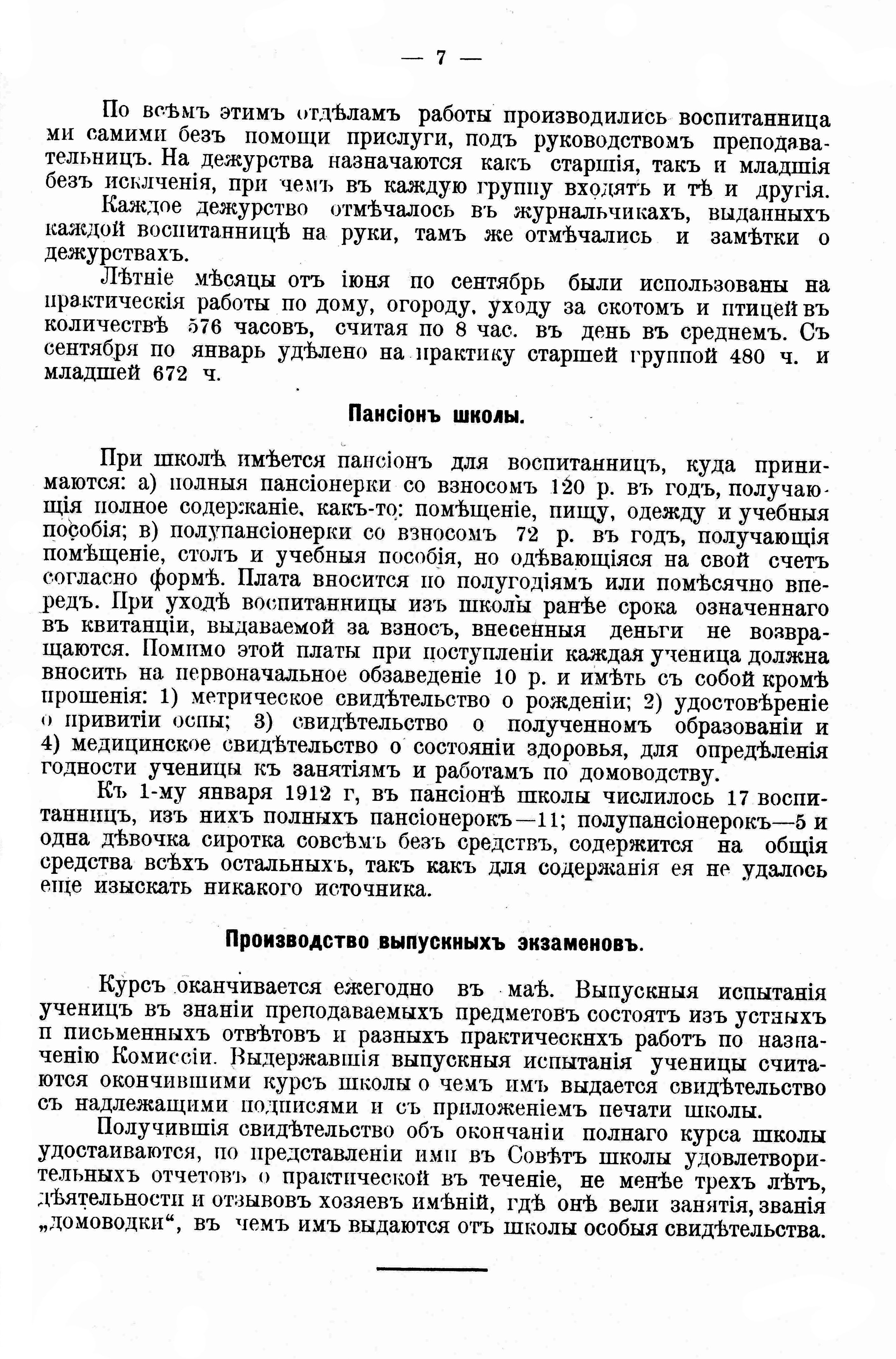
Сторінка 7